# Фиельструп, Фёдор Артурович
Фёдор (Теодор) Артурович Фиельструп (1889—1933) — российский, советский путешественник, этнограф широкого профиля.

## Биография
Родился 19 января 1889 в Петербурге. Отец — датчанин Артур-Фредерик Фиельструп, родившийся в 1856 в Копенгагене и там же получивший образование, после окончания технического института приехал в Россию. Мать — Флоренция Мэри Фиельструп — англичанка — учительница английского языка.
Окончил гимназию и коммерческое училище. В 1908 поступил в Петербургский университет на факультет восточных языков, но затем в том же году он перешёл на романо-германское отделение историко-филологического факультета. Слушал лекции Л. Я. Штернберга по антропологии и этнографии в географическом кружке при Петербургском университете.
В 1912—1913 Фиельструп совершил два интересных путешествия с американскими учеными: на Кавказ с ботаником Миллером, изучавшим масличные растения с целью разведения их в Америке, и с антропологом, куратором вашингтонского Национального музея, А. Хрдличкой в Монголию.
В 1914—1915 был участником экспедиции в Южную Америку. С 1916 сотрудник Музея Антропологии и Этнографии. Совместно с Г. Г. Манизером и И. Д. Стрельниковым, Фёдор Фиельструп был удостоен малой серебряной медали Императорского Русского Географического Общества (ИРГО) за сообщение о поездке в Южную Америку, где провел этнографическое изучение индейских племен Бразилии (кадиувео, терена, шаванте и кайнгангов).
Профессор Амбросетти предоставил возможность Ф. А. Фиельструпу совершить морское путешествие на аргентинском военно-учебном фрегате вдоль берегов Южной Америки с заходом в некоторые порты США, а затем обратно в Рио-де-Жанейро. Молодой ученый интересовался раскопками на Огненной Земле и в Перу, а также стремился установить связи с музеями и учеными других стран Латинской Америки. Всюду, где судно останавливалось, Фиельструп собирал этнографический материал. Во время длительной стоянки побывал в Лиме, осмотрел развалины древних городов Кахамаркилья и Пачакамак, произвел здесь небольшие раскопки. За время этого длительного плавания он освоил испанский язык, постоянно общаясь с командой корабля.
Окончил университет в 1916. Был принят на работу в МАЭ. С 1918 работал вместе с С. И. Руденко, который знал его по студенчеству, над составлением карты этнического состава Приуралья и Томской области.
В 1920 Руденко и Фиельструп обосновались в Томске. Фиельструп читал курс географии в Томском университете, который на время летних каникул организовал для студентов Минусинско-Абаканскую экспедицию, в работе которой участвовали и Фиельструп, и Руденко. Этнографические материалы этой поездки были частично использованы Фиельструпом в середине 1920-х годов при написании двух работ обобщающего характера: о свадебном жилище тюркских народов и о молочных продуктах тюрков-кочевников, а фольклорные были опубликованы в соавторстве с С. Е. Маловым
В Томске был мобилизован в армию Колчака в качестве переводчика французского генерала.
С ноября 1921 сотрудник этнографического отдела Русского музея, комиссии по изучению племенного состава населения России (КИПС). В 1923 вместе с Г. А. Бонч-Осмоловским в Крыму, занимался раскопками и приобретением для музея предметов быта крымских татар.
В 1924-25 годах на средства Средазкомстариса совершил экспедицию в Киргизию, обследовал ряд районов Тянь-Шаня и Ферганской долины. Собрал обширный материал по этнографии киргизов. Последней экспедицией Фиельструпа стала совместная с А. Н. Генко поездка на Кавказ в 1933 году.
Арестован 26 ноября 1933 полномочным представительством Объединённого Государственного Политического Управления в Ленинградском военном округе по «делу Российской Национальной Партии (РНП)» (ст. 58-11 УК РСФСР — «принадлежность к контрреволюционной фашистской организации»). Следствие активно использовало то, что он когда-то работал в Сибири при А. В. Колчаке. Скончался 7 декабря 1933 года во время следствия: по официальной версии — выпил крутой кипяток, обжог ротовую полость и гортань и в шоковом состоянии задохнулся. Постановлением ПП ОГПУ в ЛВО от 15 марта 1934 года дело прекращено. Фёдор Артурович Фиельструп был реабилитирован 8 мая 1958.